# Franchi (cognome)
Franchi è un cognome di lingua italiana.

## Varianti
De Franchi, Franco, Di Franco, Franca, De Franco, Del Franco.

## Alterati
Franchin, Franchini, Franchino, Franchetti, Francacci, Francalacci, Francucci, Francuzzi.

## Origine e diffusione
Franchi deriva dal nome personale Franco a sua volta generato dall'antico germanico frank, che significa letteralmente "uomo libero", connotazione storica ed epiteto con il quale venivano in genere inquadrati dai Latini gli individui appartenenti ai popoli germanici, comunemente detti in epoca romana Franchi. Il cognome Franchi risulta diffuso particolarmente nel Nord e Centro Italia.

## Persone
- Alessandro Franchi (1819-1878), ecclesiastico;
- Alessandro Franchi (1838-1913), pittore;
- Artemio Franchi (1922-1983), dirigente sportivo;
- Carlo Franchi (1743 ca.-dopo il 1779), compositore;
- Franco Franchi (1923-2018), ciclista;
- Franco Franchi (1928-1992), attore, comico e cantante;
- Gianfranco Franchi (1978), scrittore e critico letterario
- Giovannina Franchi (1807-1872), religiosa, fondatrice e beata cattolica italiana;
- Giuseppe Franchi (1731-1806), scultore;
- Paolo Franchi (1949), giornalista e commentatore politico;
- Paolo Franchi (1969), regista;